# ルーベン・サラサール
ルーベン・サラサール（Ruben Salázar, 1928年3月3日 - 1970年8月29日）は、メキシコ系アメリカ人のジャーナリスト。

## 略歴
チワワ州シウダー・フアレスに生まれる。1929年に家族に連れられロサンゼルスに移住し、49年にアメリカ合衆国市民権を獲得する。テキサス州立大学エル・パソ校で学位を習得した後、52年からエル・パソ・ヘラルド・ポスト紙に就職して、記者として働く。
59年にはチカーノとしてはじめてアメリカ合衆国のメジャーな雑誌であるロサンゼルスタイムズの記者として正式採用される。69年には同誌に定期連載コラムを掲載するまでになった。また、ロサンゼルスのテレビ局KMEXでスペイン語放送リポーター及びディレクターを務めたが、70年、チカーノ・モラトリアムがベトナム戦争反対を謳って行進した際、それを取材しようとレストラン「シルバー・ダラー・カフェ」に陣取っていたところ警察に暗殺された。
1971年には、故人ながら特別にロバート・F・ケネディ賞が贈られた。
2008年にはアメリカの切手にも載った。

## チカーノの定義
彼は1970年に「チカーノとは、自分自身にアングロサクソンのイメージを持たないメキシコ系アメリカ人」と定義した。